# الشراء من أجل التقدم
الشراء من أجل التقدمهي مبادرة من برنامج الأغذية العالمي للأمم المتحدة؛ تشمل أكثر من 500 شراكة بما في ذلك مؤسسة بيل ومليندا جيتس ومنظمة الأغذية والزراعة ومؤسسة تكنوسيرف ومؤسسات أخري. بدأت ريادة المبادرة في سبتمبر 2008 لمدة خمس سنوات، وسعت المبادرة لإستكشاف أنماط من البرمجة والمشتريات التي تشمل علي أكبر إمكانات لتحفيز التنمية الزراعية والسوقية بطرق تحقق أقصى قدر من الفوائد للمزارعين أصحاب الحيازات الصغيرة. تم تطوير البرنامج بواسطة المديرة التنفيذية الحادية عشرة لبرنامج الأغذية العالمي للأمم المتحدة جوزيت شيران؛ حيث رغب البرنامج في شراء الطعام بطريقة كانت جزءاً من «حل الجوع». وتتماشى هذه الجهود مع التوصيات الصادرة عن لجنة الأمم المتحدة للحقوق الاقتصادية والاجتماعية والثقافية التي تدعو إلى إنشاء برامج لدعم المجموعات الضعيفة اجتماعيا. وإلى القضاء على الجوع من قبل الأمين العام للأمم المتحدة بان كي مون. ادعى المراسل الخاص للأمم المتحدة 2012-2014 - أوليفييه دو شوتير- أن أنظمة المشتريات العامة تفضل مقدمي العروض القوية اقتصاديا؛ وبالتالي استبعاد مزارعي الحيازات الصغيرة. وكان استنتاجه هو أن خطط المشتريات العامة الداعمة لأصحاب الحيازات الصغيرة يمكن أن يكون لها «تأثير قوي على الحد من الفقر في المناطق الريفية». وقد بنيت المبادرة على هذا المبدأ بالذات لأنها تمكن المزارعين ذوي الدخل المنخفض من توفير الغذاء لعمليات البرنامج. وفي نهاية المطاف يمكن تنظيم المعاملة بموجب عقد آجل مع موافقة الفلاح على بيع كمية معينة من الإنتاج بسعر ثابت في المستقبل (حتى ثلاث سنوات). ويهدف برنامج الشراء من أجل التقدم في الأساس إلى إنشاء سوق واسعة ومتطورة للسلع في البلدان النامية.
ووفقا لبرنامج الأغذية العالمي تهدف المبادرة التي تم تجريبها في 20 بلدا  إلى مساعدة مئات الآلاف من المزارعين الفقراء على «الوصول إلى أسواق موثوقة لبيع محاصيلهم الفائضة بأسعار تنافسية». ومن خلال الوصول إلى السوق يهدف البرنامج إلى مساعدتهم على تقليل المخاطر والاستفادة من الائتمان لزيادة الإنتاج وتنويع المحاصيل.
وكان الهدف المعلن للبرنامج هو «تيسير زيادة الإنتاج الزراعي والمشاركة المستدامة في السوق وبالتالي زيادة الدخل وسبل العيش للمزارعين من أصحاب الحيازات الصغيرة / المزارعين ذوي الدخل المنخفض وغالبيتهم من النساء»؛  وذلك بالعمل مع ما لا يقل عن 500000 مزارع من أصحاب الحيازات الصغيرة وزيادة دخلهم بمقدار 50 دولارًا سنويًا بحلول نهاية مبادرة البرنامج، وبحلول ديسمبر 2014 كانت المبادرة قد دعمت أكثر من مليون مزارع ودربت أكثر من نصف مليون شخص.
وتنص الخطة الإستراتيجية لبرنامج الأغذية العالمي للفترة 2014-2017 على أنها ستواصل زيادة كمية الأغذية التي تشتريها من صغار المزارعين، بينما تعمل مع الحكومات والمشترين الآخرين لمساعدة صغار المزارعين في الوصول إلى الأسواق المربحة.

## الاستراتيجية الجنسانية والدروس المستفادة
وضع برنامج الأغذية العالمي إستراتيجية خاصة بالجنسين من أجل المبادرة؛ وذلك لأن المرأة تلعب دوراً هاماً في الإنتاج الزراعي في جميع أنحاء العالم وهي في الوقت نفسه تمثل غالبية من يعانون الجوع. وبعد إجراء دراسة تناولت تحديات دمج المزيد من النساء في البرنامج، حددت المبادرة الأهداف التالية لاستراتيجيتها الجنسانية:
«زيادة فهم أهمية العلاقات بين الجنسين على أساس المساواة داخل الأسر المستفيدة ومنظمات المزارعين والشركاء في العرض». و«زيادة خلق الفرص للنساء للمشاركة في مجموعات واتخاذ القرارات». و«تسهيل وزيادة قدرة النساء الريفيات للوصول إلى الموارد والخدمات الزراعية ومراقبتها وإدارتها.» و«تنويع الفرص أمام النساء في الأنشطة الزراعية المدرة للدخل». 
وأصدرت المبادرة مؤخراً ورقة عن الطريقة التي ساهم بها المشروع في تمكين المرأة، والتي تشرح بالتفصيل الدروس التجريبية للمبادرة المستفادة من حيث ما ينجح وما لا يتحقق عندما يتعلق الأمر بالمساواة بين الجنسين وتمكين المزارعات. وحددت الورقة نظام العمل الأفضل مع المزارعات والمبادرة اللازمة لاستخدام خطط عمل محددة السياق واستراتيجيات محددة لاستهداف النساء المزارعات وتطوير المعدات والقدرات وضمان إشراك الرجال وتنفيذ الوعي بالمخاطر واستخدام نهج التفاوض الأسري.وعلاوة على ذلك يخلص التقرير إلى أن تقييم الإنجازات المتعلقة بنوع الجنس يجب أن يتجاوز عدد النساء مقابل الرجال المعنيين. وستساعد الفحوصات على الإبلاغ عن طرق جديدة لزيادة فعالية تمكين المزارعات. وأحد الدروس المستفادة التي ذكرها برنامج الأغذية العالمي هو أهمية التشديد على شراء «المحاصيل النسائية» التقليدية من أجل زيادة مشاركة المرأة في المبيعات.
وقد أشادت ريتو شارما بجهود المبادرة التي تركز على النوع الاجتماعي، حيث وجدت أنها تدرك السياق المتنوع الذي تعيش فيه المزارعات. كما أشادت بـالمبادرة لتخصيص موارد واستراتيجيات مركزة لتحسين وعي النساء بحقوقهن وديناميكياتهن لمواجهة أنواع مختلفة من العنف المنزلي، وكذلك تدريبهم على أنجح الأساليب الزراعية.